# Bélapátfalvi Cementgyár
A Bélapátfalvi Cementgyár közel száz évig működő cementgyár volt 1908–2002 között a Heves megyei Bélapátfalván. Az egykori gyár területén jelenleg ipari park működik.

## Története

### Alapítása
A bélapátfalvi portlandcementgyárat 1908-ban alapította lovag Wessely Károly bécsi építészeti tanácsos, nagyvállalkozó, akinek Csehországban voltak nagybirtokai és tulajdonosa volt a Bélapátfalvával határos több ezer holdas szilvásváradi erdőségnek is. Wessely fát termelt ki, ezek elszállításához vasutat épített (Eger–Putnok-vasútvonal) majd 1907-ben kőszénbányát nyitott. A közeli Bél-kő szinte kiapadhatatlan mennyiségű, csaknem tiszta kalcium-karbonát tartalmú triászkori mészkővagyona kedvező lehetőséget teremtett Wessely számára, hogy Bélapátfalván cementgyárat alapítson.
1910-ben az akkori legfejlettebb nedves eljárással indult az első forgókemence. A második forgókemencét 1912-ben, a harmadikat pedig 1913-ban gyújtották be először. A kőbányából kötélpályával beszállított követ pofástörőkkel, majd golyósmalmokkal őrölték iszappá. A szénőrlést Roulette-malmok, a cementőrlést pedig Ergo-csőmalmok végezték. A szükséges villamosenergiát a gyár maga állította elő, a vízellátás biztosítására tárolót építettek (mai gyári tó). Ekkor épültek az első lakóházak a gyár dolgozói részére. Az első világháború kezdetén a gyár már napi 400 tonna portlandcementet tudott előállítani, bár kapacitását a háborús helyzet miatt csak részben tudta kihasználni.

### Háborúk
Wessely 1914-ben bekövetkezett halálakor már teljesen el volt adósodva. Hagyatéki eljárások után a cementgyár 1917-ben az Angol-Magyar Bank tulajdonába került. 1923-ban ugyan egy újabb cég beolvadásával létrejött az Egercsehi Kőszénbánya és Portlandcement Gyár Rt., azonban a gyár folyamatos anyagi nehézségekkel küszködött. Az 1925-ös országos cementkartell megalapítása után a Bélapátfalvi Cementgyár Magyarország cementszükségletének negyedét gyártotta egészen a második világháborúig. Közben folyamatos fejlesztések és újabb tulajdonos váltások történtek. A háború alatt a cementgyárat szándékosan megbénították, néhány lényeges alkatrészét Lábatlanba szállították, így a gyárban a németek nem is tettek semmiféle kárt. Az egercsehi bányában viszont a legfontosabb berendezéseket felrobbantották.

### Államosítása
A háború után 1946 márciusában indult meg újra a termelés. A bányát még ebben az évben, a gyárat csak két évvel később, 1948-ban államosították. Az üzem most termelhetett először teljes kapacitásban, így a kimerült agyagbányák helyett új palabányát nyitottak, amelyet táróval kötöttek a kőbányákhoz. A gyáron belüli fejlesztések mellett 1952-ben megépült a bányai gépkocsiút is. A gyár kapacitása 1950-től már évi 180 000 tonna volt. A vízellátás javítására a Bél-kő alatt, a karsztvizek összegyűjtésére 418 méter hosszú vízgyűjtő alagút készült és a dolgozók számára további lakások épültek. 1963-ban alakult a Cement- és Mészművek Országos Vállalat (CEMOV), amely az ország cementgyárainak, mészüzemeinek és egyetlen eternitgyárának közös nagyvállalata lett. A műszaki fejlesztés közös irányítás alá került. Ennek a folyamatnak eredményeképpen épült fel a váci Dunai Cement- és Mészmű (DCM), a beremendi és a hejőcsabai új gyár, s került sor a bélapátfalvi nagy cementgyár korszerűsítésére.

## Az új gyár
Bálapátfalva mellé új gyárat tervezetek szovjet-magyar kormányközi egyezmény alapján. Az építkezés hat évig tartott (1974-1980). 1982-re a gyár elérte a maximális 1 250 000 tonnás teljesítményt. A gyártástechnológia alapvetően megváltozott. A távozó füstgázokkal őrlés közben szárították, majd hőcserélőben előmelegítették a nyersanyagot. A termelés több mint hat és félszeresére nőtt, a fajlagos hőfelhasználás pedig nagymértékben csökkent. Az új száraz eljárású gyár két, egymástól független, vertikális technológiai vonalból állt, míg a régiben a négy klinkerkemencének közös kiszolgáló berendezései voltak. A legszembetűnőbb a porkibocsátás különbsége volt, mely tizedére csökkent.

## A gyár bezárása
A rendszerváltást követően a teljes magyar cementipar, valamint az ágazathoz tartozó szolgáltatói szektor és infrastruktúra jelentős része két külföldi cég tulajdonába került, a svájci Holderbank és a német Heidelberger Zement AG-hoz. 1990 után még öt cementgyár üzemelt hazánkban. A lábatlani és a hejőcsabai a svájciaké, a beremendi és a Dunai Cement- és Mészmű váci üzeme a németeké lett (utóbbi kettő Duna-Dráva Cement Rt. néven egyesült). A két cég közösen létrehozta a PannonCem Rt-t, amely a csaknem százéves hagyományokkal rendelkező bélapátfalvai cementgyáron fele-fele arányban osztozott. A Magyar Nemzet értesülései szerint a PannonCem Rt. több tízmillió forintot fizetett ki egy cégnek, amelynek az volt a feladata, hogy válságtervet készítsen a gyár zökkenőmentes bezárásához. A Bélapátfalvi Cementgyár megszűnése után a helyi önkormányzat a területen ipari parkot hozott létre. Az ipari parkban mintegy huszonöt vállalkozó kétszáz munkahelyet tart fenn.

## Külső hivatkozások
- Az egykori cementgyár területén kialakított ipari park egyik cége, a D-P Konzorcium Kft. hivatalos oldala
- A Bélkő Kht. hivatalos oldala